# Pismo Święte Nowego Testamentu (przekład ekumeniczny)
Pismo Święte Nowego Testamentu w Przekładzie Ekumenicznym – pierwszy ekumeniczny przekład Nowego Testamentu na język polski, wydany w 2001 roku, będący wynikiem współpracy Kościołów zrzeszonych przy Polskim Towarzystwie Biblijnym. Przekładu dokonał powołany w 1994 roku Międzywyznaniowy Zespół Tłumaczy, w skład którego weszli oficjalni przedstawiciele Kościołów: Rzymskokatolickiego, Prawosławnego, Ewangelicko-Augsburskiego, Ewangelicko-Reformowanego, Ewangelicko-Metodystycznego, Polskokatolickiego, Starokatolickiego Mariawitów, Baptystów, Zielonoświątkowego, Zborów Chrystusowych i Adwentystów Dnia Siódmego.
Tekstowi Biblii Ekumenicznej nadano współczesne brzmienie tak, aby był łatwiejszy do czytania dla współczesnego odbiorcy. Przekład zachował wiele semickich zwrotów, formy semickie przywrócono nawet tam, gdzie język grecki odsemityzował. Nad przekładem pracowali tłumacze pochodzący z siedmiu Kościołów, a konsultacje nad tekstem przekładu prowadzono w sumie z jedenastoma Kościołami działającymi w Polsce. Tylko w nielicznych miejscach dochodziło do sporów międzykonfesyjnych. Wydawcą przekładu jest Towarzystwo Biblijne w Polsce.

## Prace nad przekładem oraz jego krótka historia
18 października 1994 roku w siedzibie Polskiej Rady Ekumenicznej w Warszawie przy ul. Willowej 1 odbyło się pierwsze spotkanie robocze tłumaczy. Przybyli nań przedstawiciele dziesięciu kościołów niekatolickich. Kościół katolicki reprezentował ks. Jerzy Banak. Zebranie było burzliwe, cała inicjatywa mogła zostać zarzucona. Wysiłki dla podtrzymania planu przekładu podjęli dwaj księża biskupi: Janusz Narzyński (Kościół Ewangelicko-Augsburski) i Zdzisław Tranda (Kościół Ewangelicko-Reformowany), później także ks. prof. Witold Benedyktowicz. Inicjatywa wspólnego przekładu została podtrzymana. Zadecydowano wówczas, że nowo powstający przekład będzie całkowicie nowym dziełem. Nie będzie to ani zmodernizowana Biblia Tysiąclecia (BT), ani też – jak dla przyśpieszenia prac z różnych stron sugerowano – uzgodnienie katolickiej BT z protestancką BW
Na sesjach roboczych pracę rozpoczynano zawsze od czytania tekstu oryginalnego, po czym zapisywano jego brzmienie po polsku. W następnym etapie sprawdzano, jak dane słowo albo całe frazy zostały przełożone w dotychczasowych polskich przekładach, włącznie z przekładami poetyckimi niektórych ksiąg autorstwa Brandstettera, Kamieńskiej, Sandauera, Miłosza czy Żuławskiego. Korzystano z francuskiego przekładu ekumenicznego TOB oraz ekumenicznych tłumaczeń włoskich i niemieckich. Sięgano też do przekładów słowiańskich, w tym do chorwackiego, czeskiego, rosyjskiego, słowackiego i słoweńskiego, zwłaszcza że w skład zespołu tłumaczy wchodził prof. R. Leszczyński, językoznawca-slawista. W użyciu były też słowniki języka polskiego, słowniki obcojęzyczne, konkordancje, gramatyki, synopsy i inne pomoce filologiczno-biblijne z warsztatu przekładowego. Podstawą dla tłumaczy były poza tym teoretyczne opracowania na temat przekładu biblijnego na czele z fundamentalnymi dziełami klasyka w tej dziedzinie, jakim jest Eugene Nida.
Po wszechstronnych dyskusjach wybierano opcję przekładową zdaniem komisji najlepszą, bardzo często własną. Nie uszło to uwagi pierwszych recenzentów Ewangelii Mateusza i Marka, którzy zauważyli, że zawierają one więcej niż połowę materiału leksykalnego całkowicie oryginalnego w stosunku do dotychczasowych polskich przekładów. Stąd nie może być nawet mowy o jakiejkolwiek zależności Biblii Ekumenicznej od któregokolwiek z dotychczasowych tłumaczeń. W kwestiach spornych, gdy nie było możliwe osiągnięcie consensusu, decydowało czasami zwykłe, demokratyczne głosowanie. Każdy tłumacz miał jeden głos, niezależnie od tego, czy reprezentował Kościół duży, czy mały. Praktykę głosowania częściej stosowano na początku całego przedsięwzięcia, później w miarę upływu czasu i dzięki zdobywanemu podczas pracy doświadczeniu uciekano się do niego coraz rzadziej, w końcu zaś już tylko wyjątkowo. Starano się raczej wzajemnie przekonywać i ważyć racje jedynie przy pomocy argumentów. Spory niejednokrotnie bywały długie i burzliwe.
W ogólności należy tu mówić o dwóch sposobach procedowania. Według pierwszego z nich przygotowano większość ksiąg – prawie cały Nowy Testament (poza trzema tzw. wielkimi listami św. Pawła i Dziejami Apostolskimi). Najpierw dwie międzykościelne komisje – jedna dla Nowego Testamentu, druga dla Starego Testamentu – przygotowywały wspólnie tekst przekładu jakiejś księgi. Następnie tak sporządzony tekst przekazywano do recenzentów, którzy zgłaszali swoje uwagi i wnioski. Komisja tłumaczeniowa rozpatrywała je, przyjmując bądź odrzucając przedstawione sugestie. Po tych dwóch etapach pracy nad tekstem był on oddawany do Sekcji Biblijnej Episkopatu na ręce ks. bp. K. Romaniuka, który wraz z ojcem A. Jankowskim z Tyńca i ks. prof. L. Stachowiakiem ustosunkowywali się do przekładu od strony katolickiej. Bardzo krytyczne uwagi ze strony Sekcji Biblijnej były nieliczne i poza zupełnymi wyjątkami nie budziły zastrzeżeń międzywyznaniowych komisji. W razie rozbieżności dochodziło do spotkania przedstawicieli komisji z ks. bp. K. Romaniukiem i ostatecznego rozstrzygnięcia po wzajemnym przekonaniu się.
Przekłady czterech ksiąg Nowego Testamentu i kilkunastu ksiąg Starego Testamentu powstawały nieco odmiennie. Mianowicie każdą księgę tłumaczył jeden autor – katolicki bądź niekatolicki – po czym dokonywano przynajmniej dwóch-trzech recenzji przekładu, z których przynajmniej jednej dokonywała strona przeciwna, tzn. jeżeli tłumaczył katolik, recenzowali niekatolicy – i vice versa. Następnie przekazywano tekst Sekcji Biblijnej Episkopatu i dalej już postępowano tak, jak w pierwszym przypadku.
Najdłużej – bo aż sześćdziesiąt dni roboczych – trwał przekład Ewangelii Mateusza, ponieważ był to początek pracy – dla wielu zresztą nowej – i nie było jeszcze kodyfikacji zasad, według których miano by tłumaczyć. Tłumacze mieli ambicję, by przekład wnosił nowe istotne wartości do zrozumienia Słowa Bożego przez współczesne pokolenie. Każdy kolejny przekład nie mógł być bowiem tylko poprawieniem statystyki przekładowej, lecz miał wnosić nowe i twórcze propozycje translatorskie w stosunku do już istniejących. Pierwsi czytelnicy Nowego Testamentu zwrócili uwagę na dość istotne oderwanie się przekładu ekumenicznego od tzw. stylu biblijnego znanego z dotychczasowych polskich tłumaczeń. Tłumacze mieli nadzieję, że cała polska BE będzie przekładem nie tylko oryginalnym, ale być może sprowokuje też kolejne, odważniejsze jeszcze próby odczytywania wiecznotrwałego Słowa Bożego, zgodnie z wymogami czasu, który ulega ustawicznym przemianom. Promocja Ewangelii Mateusza odbyła się 17 lutego 1997 roku w Galerii Porczyńskich. Marek wydany został pół roku później.
Prace nad przekładem Nowego Testamentu zostały przez Komisję przekładową zakończone w 1999 roku. Następnie przez półtora roku trwały prace redakcyjne i polonistyczne. Powołano komisję redakcyjną złożoną z przedstawicieli Kościołów, która wraz z redakcją naukową dokonywała zatwierdzenia tekstu księga po księdze. Cennym osiągnięciem tego etapu prac pozostaje synoptyczne uzgodnienie tekstów trzech pierwszych ewangelii. Nie miał tego dotąd żaden polski przekład Nowego Testamentu.
Żmudny proces redakcyjny oraz udoskonalenia i ujednolicenia językowe tekstów przygotowywanych przez różnych autorów mających swoje preferencje leksykalne i emocjonalne przeciągnął się poza wyznaczony pierwotnie rok 2000 i dopiero 26 września 2001 roku mogła odbyć się promocja ekumenicznego przekładu Nowego Testamentu i Psalmów.

## Propozycje przekładowe

### Modernizacja języka

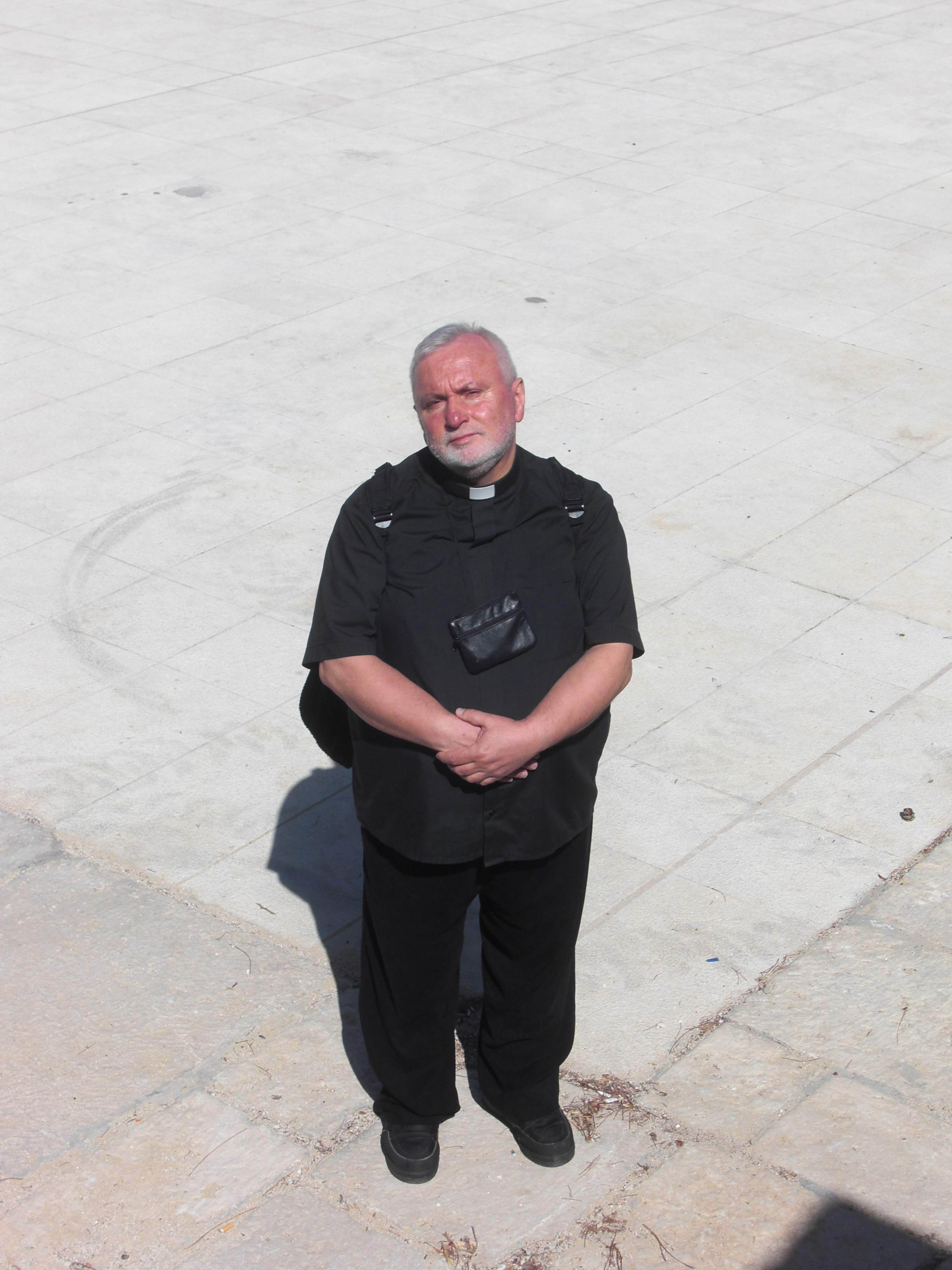
Jerzy Banak przy tzw. narożniku świątynnym (2009).

Po ukazaniu się Biblii Wujka (1599) i protestanckiej Biblii gdańskiej (1632) przez ponad trzysta lat nie został dokonany żaden nowy przekład biblijny. W dużej mierze wynikało to z faktu, że nie było już kompetentnych tłumaczy, którzy mogliby się podjąć takiego dzieła, a poza tym nie odczuwano potrzeby dokonywania nowego przekładu. Początkowo tekst Biblii Wujka nie był traktowany jako nienaruszalny i wznawiane w XVII i XVIII wieku kolejne jego wydania mniej lub bardziej modernizowały jego tekst. Dzięki temu tekst Wujkowy zaczął urastać do rangi tekstu sakralnego i nienaruszalnego, a język Wujka zaczęto uważać za język biblijny. W XIX wieku zaczęto więc wydawać Wujka w oryginalnym, niezmienionym brzmieniu. Wtedy też ustaliła się po dziś dzień powtarzana opinia, że Biblia Wujka stworzyła i na całe stulecia wytyczyła „swoisty i niepowtarzalny styl biblijny”. Nawet dziś zdarza się, że odejście od stylu Wujkowego traktowane jest jako desakralizacja i dewaloryzacja tekstu biblijnego.
W drugiej połowie XX wieku powstały nowe przekłady (Dąbrowski, Biblia Tysiąclecia, Biblia poznańska, Biblia warszawska i Biblia warszawsko-praska), które dokonały stopniowej modernizacji struktury gramatycznej i leksykalnej. Czasem ujawnia się to w kolejnych wydaniach tego samego przekładu. W konsekwencji modernizacyjnych zabiegów BT, BW i BWP wyeliminowały wiele spośród stosowanych przez Biblię Wujka i Biblię gdańską staropolskich określeń i dlatego nie spotka się w nich już takich słów jak: atoli, azali, azaż, boć, bom, brzemienna, com, gumno, izali, jeno, onej godziny, onego czasu, otom, snadź, świekra, taistra, tedy, toć, trapić się, wżdy, zawżdy. Ale zachowały się jeszcze takie słowa jak: albowiem (ulubione przez BW: np. Mt 5,3-9.12; 7,2.29; 11,13.18.30; 12,37.40.50; 13,12 itd., często też stosowane w BT: np. J 3,17), baczyć (BW: Mt 8,4; 24,6; Łk 12,15), biadać (BW: Łk 23,27; Ap 1,7), czyż, godzien (często stosowane w BT i BW, np. Mt 3,11; 8,8; 10,37.38; Łk 3,16; 7,16 itd.), łaknąć (BT: Ap 7,16; BW: J 6,35; Rz 12,20; Ap 7,16; BWP: Ap 7,16), otom (BW: Dz 9,10; Hbr 22,13; BT zachowuje otom jedynie w Iz 52,6 i Mich 2,13), przeto (BT stosuje w Mk 13,23; Łk 7,6 i wielokrotnie w Rz, 1 i 2 Kor; BW w Mk 13,23; Łk 7,6; 19,17 i wielokrotnie w Rz, 1 i 2 Kor; BWP w Mt 18,14; 19,6; Łk 10,2; 15,27; 23,25; J 20,3), rychło (BW w Mt 5, 25; Rz 9,28; 16,20; Flp 2,19; 1 Tm 3,14; 4,9; 2 Pt 1,14, Ap 3,11. BT tylko w ST), rzekł, wszystek, zaiste (BT: Hb 2,16; 6,14; Ap 14,13; 22,20; BW: Hb 6,14), zanadrze (Łk 6,38), zaprawdę, zaranie (w BW i BWP nie występuje, w BT jedynie w ST: 1 Sm 1,19; 29,10; Syr 24,32; Jr 3,24), zwój, żertwa (Kpł 1,4.6; 7,16; 9,12; Lb 15,12; Pwt 12,27 itd.), żywot (najnowsze wydania BT nie stosują już tego słowa). Biblia Ekumeniczna ze względu na stały rozwój języka uczyniła krok dalej i wyeliminowała również i te dziś już przestarzałe słowa. Jednak w niejednym miejscu można zauważyć swego rodzaju pół-archaizmy, biblizmy i nawiązania do uroczystego stylu sakralnego. Znaleźć więc można takie słowa jak np. biada (zastosowane w Mt 11,21; 23,13.14.15.16; Łk 11,44; Ap 8,13; 9,12; 11,14; 12,12; 18,10), cudzołóstwo, miłować (zazwyczaj zastępowane przez kochać), niewiasta, osobność, ów, przetak, wieczerza (Mt 26,17.18; Mk 14,12; Łk 22,8.15), które już prawie nie funkcjonują w języku współczesnym i dlatego częstość ich występowania w przekładzie ekumenicznym została ograniczona do minimum. Nie zmieniono tych biblizmów, które pozostają w zgodzie ze współczesnym językiem. Pozostała więc formuła modlitewna Ojcze nasz, zachowane zostały takie biblizmy jak: Co to jest prawda, Oto człowiek.

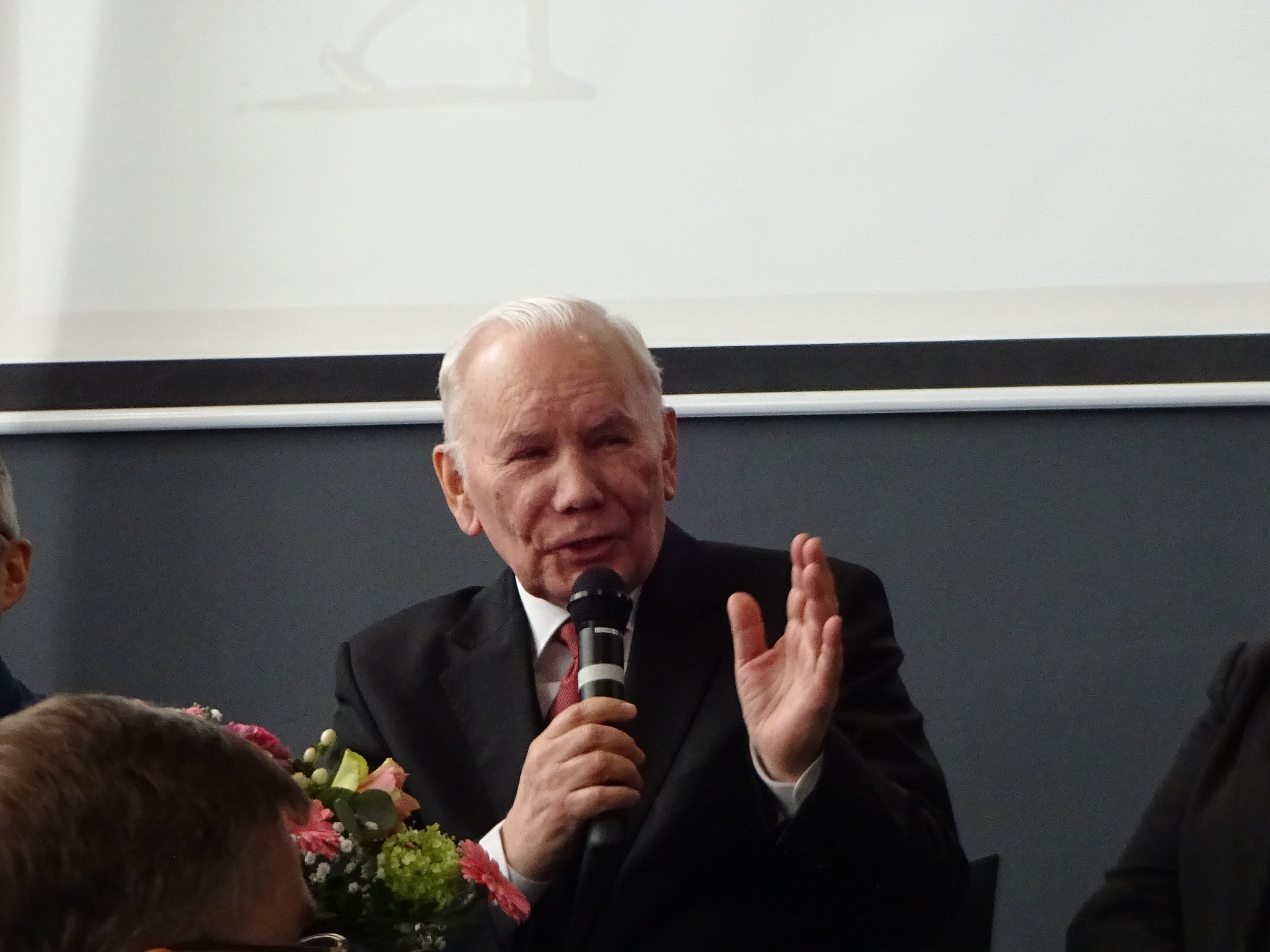
Roman Lipiński (2018)

Liczne biblizmy, a zwłaszcza te szczególnie zadomowione w języku polskim, starano się zachować, dokonując niekiedy jedynie drobnych przesunięć szyku wyrazów albo też zmieniając jedno czy drugie słowo. Tendencję tę z łatwością dostrzeże czytelnik chociażby na przykładzie Kazania na Górze, w którym znacząca część biblizmów z niewielkimi retuszami została zachowana (por. np. Mt 5,37; 5,48; 6,3.24.33; 7,1.5.7.21). Zdarzało się jednak, że utrwalone w tradycji przekładowej sformułowania oddane zostały w nowej – jak się wydaje bardziej zrozumiałej – szacie językowej. Nie popadając w nadmierne modernizowanie, starano się, by język przekładu był zasadniczo bardziej współczesny niż tradycyjny. Wzgląd na dzisiejszego czytelnika był dla tłumaczy ważniejszy od wielowiekowej konwencji przekładowej. Racje religijno-duchowe były dla zespołu zdecydowanie ważniejsze od argumentów estetyczno-językowych. Zespół podzielał opinię, że jest tylko misterium wiary, nie ma zaś misterium języka ani stylu biblijnego.
Przekład ekumeniczny czasem modernizuje starożytne realia. Zamiast terminów kohorta i pretorium z Mt 27,27 zmieniono na: oddział i dziedziniec. W Mt 19,7-8 są bardziej współcześnie: rozwód i rozwodzić się. Niektórzy tłumacze chcieli dawne „rozgłaszajcie na dachach” (Mt 10,27) zamienić na „rozgłaszajcie na tarasach”. Długi spór trwał też w związku z podziałem czasu, np. w Mt 27,45.46. Proponowano sformułowanie: między godziną dwunastą a trzecią po południu całą ziemię ogarnęła ciemność. Ostatecznie jednak została stara wersja. Wszyscy jednak zgodzili się, że dawne „opuści człowiek ojca i matkę” z Mt 19,5 trzeba zmienić na „opuści mężczyzna”.
W przekładzie ekumenicznym zauważalna jest też tendencja do modernizacji samego języka i odstępowania od tradycyjnych, nieraz wielowiekowych, ale dziś już mało albo wcale nie zrozumiałych form. W Mt 5,29 oka nie nazwano członkiem, jak np. BT i BW, lecz częścią ciała. W Mt 8,21 i Łk 9,59 zamiast tradycyjnego pogrzebać zastosowano pochować (podobnie Mt 14,12), z kolei w Mt 12,29 „zagrabić jego własność”, a nie „sprzęt mu zagrabić”, zamiast wiejadła w Mt 3,12 i Łk 3,17 jest przetak. Dotychczasowy trzos z BT i BW w większości przypadków zastąpiono sakiewką (Mt 10,9; Łk 10,4; 22,35). W Jk 5,7 dotychczasowe przekłady tłumaczyły deszcz późny i deszcz wczesny, natomiast przekład ekumeniczny zaproponował w tym miejscu deszcz jesienny i deszcz wiosenny. W Jk 5,14 dano prezbitera a nie kapłana lub starszego. jak proponowały dotychczasowe przekłady. Ryzykownej zmiany dokonano w Jk 1,13-14, gdzie mowa nie o kuszeniu, lecz doświadczaniu. Tradycyjnego celnika chciano zamienić na poborcę podatków – czego świadectwem próbne wydanie Mateusza i Marka – ale w całościowym wydaniu Nowego Testamentu zrezygnowano z tego pomysłu.
Jako przykład uwspółcześnienia słownictwa można jeszcze podać wiele innych przykładów, jak chociażby uczeni w Piśmie, którzy zastąpieni zostali przez nauczycieli Prawa. Paralityk (np. Mt 9,2) jest zwykle sparaliżowanym. Ewangelia, pomimo tego, iż jest słowem dobrze znanym i na dobre zakorzenionym w polskiej tradycji, jako słowo niepolskie w większości przypadków tłumaczona jest jako Dobra Nowina. W ewangeliach zamiast tradycyjnej podniosłej formuły „zaprawdę powiadam wam”, inicjującej ważne wypowiedzi Jezusa, zaproponowany został zwrot „zapewniam was”, czasem „oświadczam wam”. Słowo „zapewniam” ma tę zaletę, że od razu sugeruje następujące po nim dopełnienie, daje do zrozumienia, że jest ono pewne, niepodważalne i niebagatelnej rangi. W Ap przed tronem Boga stoją cztery istoty, a nie, jak w innych przekładach: cztery żywe istoty (Dąbrowski), cztery Zwierzęta (BT), cztery postacie (BW), oraz dwudziestu czterech starszych (tak ma BW) zamiast dwudziestu czterech starców (BT). Czasowniki gorszyć i zgorszyć pozostawiono jedynie w tych miejscach NT, w których one występują w znaczeniu, jakie nadaje im współczesny język, tzn. jako oburzenie wywołane niestosownym zachowaniem.

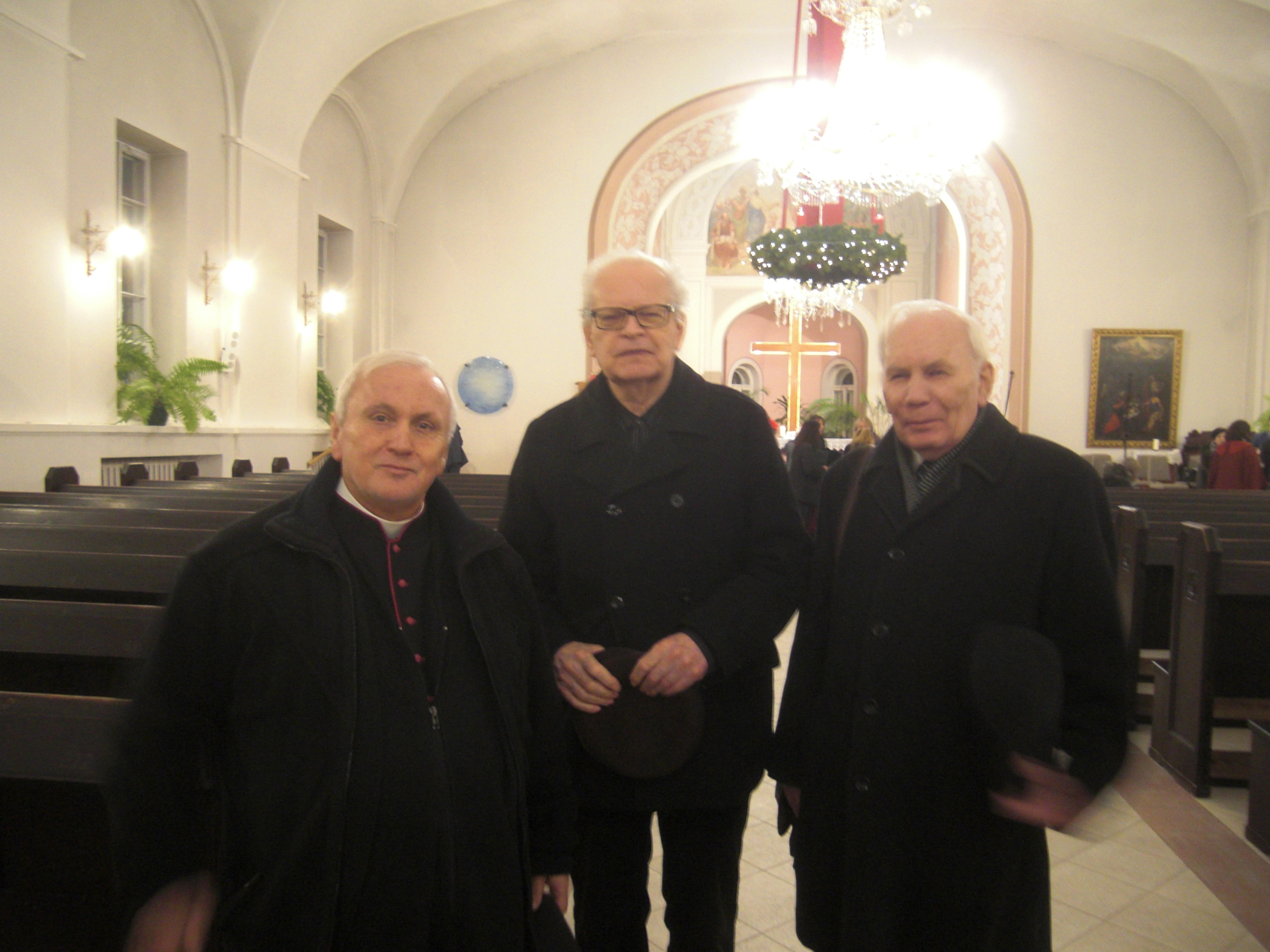
Od lewej: Banak, Preiss, Lipiński (2016).

Złe duchy (np. Mt 8,16) to prawie zawsze demony. Cisi w trzecim błogosławieństwie Kazania na Górze (5,5) stali się łagodnymi. Węże (Mt 10,16) nie są już roztropne, lecz czujne, natomiast gołębie dotąd nieskazitelne zamieniły się w łagodne. Opętanego zastąpił obłąkany, ślepego – niewidomy, chromego – kulawy, łaknącego – głodny, kupiectwo – handel, roztropnego – rozsądny lub rozumny. Niektóre z tych innowacji wprowadzonych w przekład ekumeniczny szeroko pojawiły się już, choć z rzadka, we wcześniejszych przekładach.
Niezależnie od modernizacji języka translatorzy starali się, choć po części, zachować różne rodzime tradycje przekładowe. Dlatego też można odnaleźć w przekładzie ekumenicznym zarówno elementy tradycji Wujkowej, jak i Biblii Gdańskiej, a nawet materiałów z końca XVI wieku dla tzw. kalwińskiej Biblii genewskiej (1588), która nigdy po polsku się nie ukazała.
Ekumeniczny NT wprowadził też cały szereg określeń niewystępujących w dotychczasowych polskich przekładach a charakterystycznych dla współczesnego języka. Są to m.in.: kobiety ciężarne (Mt 24,19; Mk 13,17; Łk 21,23), łamać wierność małżeńską (Mt 5,27.28), ożenić się (Mt 22,25; Łk 14,20), podżegacz ludu (Łk 23,14), spowodować śmierć (Mt 10,21), wprowadzać słowa w czyn (Mt 7,24; Łk 6,49), zyskać poklask u ludzi (Mt 6,2). Ponadto w Mt 25,16, gdzie jest mowa o mądrym wykorzystaniu pięciu talentów, zespół tłumaczy początkowo zamierzał zastosować dobrze dziś znane i stosowane w takich sytuacjach słowo zainwestować. Jednak po wielu dyskusjach zrezygnowano z niego – jako z propozycji zbyt nowatorskiej. Wrócono do znanego już przekładu, używając w tym miejscu tradycyjnego, choć bardzo wieloznacznego słowa obracać.
Modernizacja języka dotyczy także morfologii i dlatego odróżnieniu od dotychczasowych przekładów nie stosuje się przymiotnika Boży, a w odniesieniu do nieba przymiotnika niebieski, lecz niebiański, i dlatego też zamiast syn Boży występuje syn Boga, podobnie chwała Boga, a nie jak dotychczas chwała Boża, zamiast Królestwo Niebieskie jest Królestwo Niebios. Rzadziej stosuje się model słowotwórczy dla rzeczowników oznaczających niedorosłych na -ę. Zamiast dziecię stosuje się dziecko, zamiast chłopię – chłopiec, dziewczę – dziewczyna, zachowały się jednak pisklę, szczenię, źrebię. Została usunięta archaiczna końcówka -ów dla rzeczowników rodzaju męskiego w dopełniaczu liczby mnogiej. Nie ma już faryzeuszów, saduceuszów i koszów, które zastąpiono przez faryzeuszy, saduceuszy i koszy. Zaimki dzierżawcze w formach skróconych (mym, mego, memu, twym, twego, twemu, swym itd.) stosowane jeszcze były w Ewangelii Mateusza, jednak w trakcie prac nad Ewangelią Marka zdecydowano się na całkowite ich wyeliminowanie i wyłączne stosowanie form długich (moim, mojego, mojemu, twoim, twojego, twojemu, swoim itd.). Przekład ekumeniczny nie stosuje imiesłowów uprzednich zakończonych na -łszy lub -wszy.
Zespół tłumaczy podczas całej pracy stawiał sobie często pytanie: czy tak się dzisiaj mówi i pisze? Przy czym nacisk stawiano na język pisany – jako staranniejszy od mówionego. Język przekładu stanowić miał po prostu współczesny język polski, którym posługuje się obecne pokolenie, zwłaszcza w piśmie. Nie miał to być więc język potoczny, język ulicy czy też slang ani też przekład z typu tzw. przekładów dynamicznych, który chciałby oddawać w nowej szacie językowej ducha i sens oryginału. W przekładzie ekumenicznym do minimum ograniczono parafrazę tekstu. Starano się jednak, by język przekładu był językiem współczesnego pokolenia, by po ten przekład sięgali ludzie nie tyle dla rozkoszowania się pięknem języka, co dla pożytku duchowego i pracy nad własnym uświęceniem. Językoznawcy utrzymują, że z powodu nieustannego rozwoju języka nowego przekładu należałoby dokonywać właściwie co 25-30 lat. Szata językowa przekładu ekumenicznego świadomie różni się, i to w sposób zasadniczy, od języka zwłaszcza BT, BW czy BP. Racje językoznawców rozmiłowanych w staropolszczyźnie nie mogą według zespołu tłumaczy brać góry nad postulatem, że Słowo Boga musi być żywe, skuteczne i zdolne osądzić myśli i zamiary serca (w myśl Hbr 4,12). Biblia traktowana jest przede wszystkim jako księga wiary, nie jako czcigodny zabytek piśmiennictwa, stąd jej rozumna modernizacja jest postulatem zasadniczej wagi dla teologów. Tłumaczenia stricte literackie, choć bardzo cenne, jak widać to na przykładzie W. Bąka, R. Brandstaettera, Cz. Miłosza czy L. Staffa, pozostają na marginesie zainteresowania głównych odbiorców Biblii, którzy szukają w niej nade wszystko prawdy o Bogu i człowieku, a nie doznań artystyczno-estetycznych.

### Substrat semicki

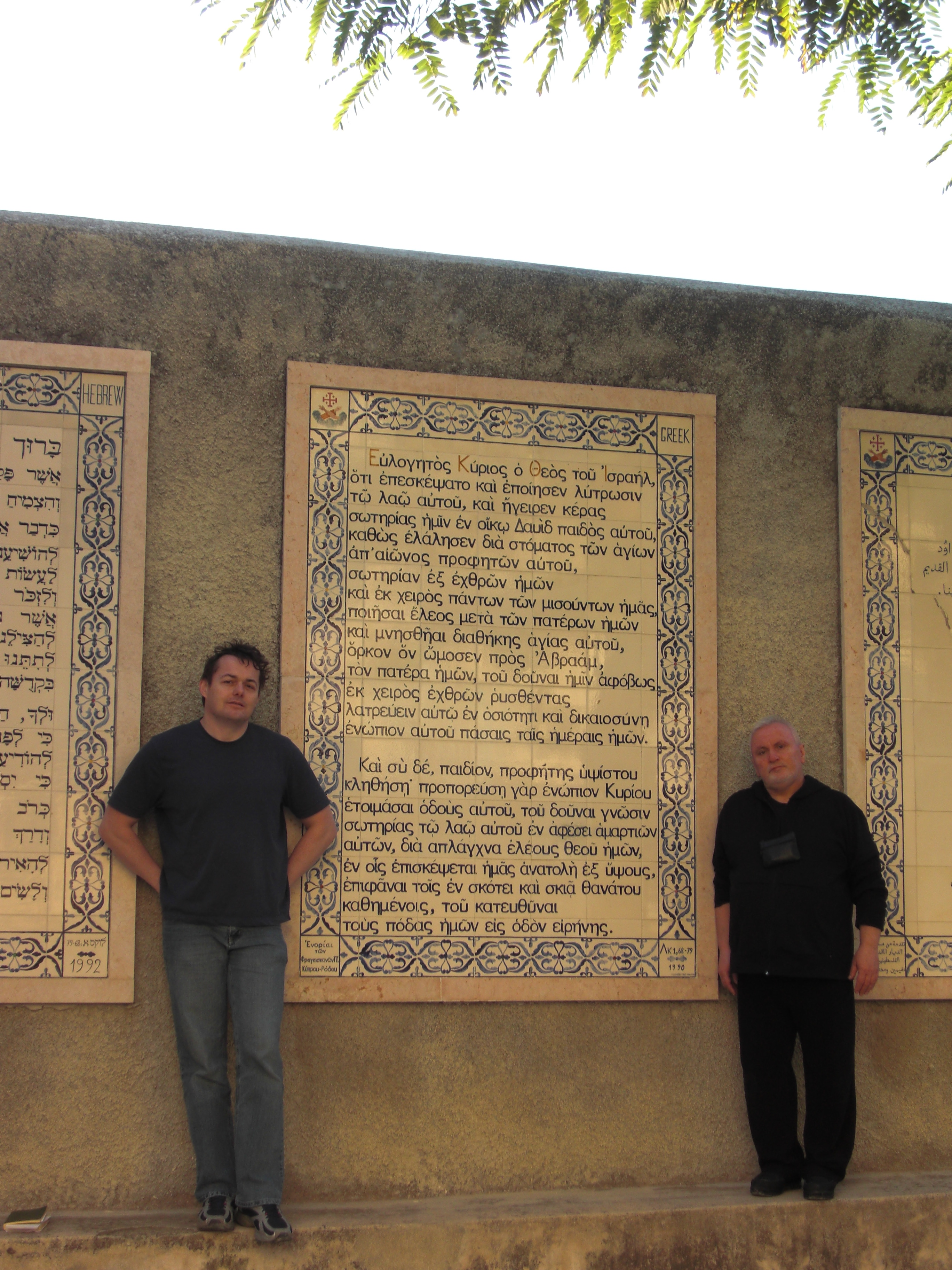
Dwaj tłumacze, Jerzy Banak i Leszek Jańczuk, w Ziemi Świętej, na tle tekstu Łk 1,68-79 (2009).

Pomimo zauważalnej modernizacji języka wiele biblijnych słów i zwrotów w różnych miejscach przekład ekumeniczny oddaje zgodnie z myśleniem semickim. Termin Jeruzalem stosowany jest znacznie częściej niż w BT i BW, we wszystkich tych miejscach, w których stosuje go tekst grecki. Tytuł rabbi (np. Mt 23,7.8; Mk 9,5; 11,21; J 1,38) został zachowany z tego względu, iż był nadawany nauczycielom i mistrzom religijnym. Termin συνεδριον poza nielicznymi wyjątkami transkrybowany jest jako Sanhedryn. Podobnie jest z innymi semityzmami leksykalnymi, które przełożono według zwykłej transkrypcji, nie starając się o wyszukanie polskiego ekwiwalentu. A więc zostały takie semityzmy, jak: abba (Mk 14,36), alleluja (Ap 19,1.3.4.6), amen (Ap 1,6.7; 3,14; 5,14; 7,12; 19,4; 22,20), gehenna (Mt 18,9; Mk 9,43.47), hosanna (Mt 21,9.15; Mk 11,9.10; J 12,13), korban (Mk 7,11), Pascha, raka (Mt 5,22) i szabat (passim). W Ap zostawiono także Abadon (9,11) i Harmagedon (16,16).
Czasem zdarza się nawet, że formy semickie stosowane są w miejscach, które już grecki tekst NT odsemityzował. W greckim oryginale tylko dwukrotnie spotykamy termin Μεσσιας (J 1,41; 4,25). We wszystkich pozostałych przypadkach grecki oryginał używa formy zgrecyzowanej Χριστος. Przekład ekumeniczny w większości przypadków przekłada Χριστος na Chrystus, jednak – czyni to również BT, która w 58 miejscach NT stosuje Mesjasz – w tych miejscach NT, które szczególnie akcentują mesjańskie powołanie Chrystusa. Przekład ekumeniczny w jeszcze liczniejszych przypadkach używa hebrajskiej formy Mesjasz (np. Ap 11,15; 12,10), wracając w ten sposób bardziej do oryginalnego semickiego brzmienia. Zachowany też niekiedy został semicki idiom ciało i krew, oznaczający śmiertelną naturę ludzką, bądź rozum ludzki (Mt 16,17; 1 Kor 15,50; Ef 6,12; Hbr 2,14).
Tłumacze świadomi tego, iż za wieloma występującymi w NT greckimi słowami kryją się ich hebrajskie ekwiwalenty, w niektórych przypadkach bardziej kierowali się znaczeniem tych ekwiwalentów, niż słownikowym znaczeniem oryginalnych słów greckich. Przykładem tego jest Ap 14,6, gdzie καθημενους επι της γης przetłumaczono na „mieszkańców ziemi”, a nie jak w BT na „tych, którzy siedzą na ziemi”. Z podobnych względów ευαγγελιζω w Ap 10,7 zostało przełożone nie na „podał Dobrą Nowinę” (BT), czy zwiastował (BW), lecz na ogłosił – ze względu na wyraźne nawiązanie Ap 10,7 do Am 3,7 i Ez 38,17, a także na kontekst, w jakim użyte zostało ευαγγελιζω w Ap 14,6. W Łk 15, 18 zachowane też zostało semickie „zgrzeszyłem przeciw niebu”.
Z całego przekładu usunięto konsekwentnie tzw. participium graphicum – wszystkie te złożenia, które zgodnie z cechą semicką wyrażają dwa aspekty tej samej czynności, a więc: αποκριθεις ειπεν, αποκριθεις λεγει, ἀπεκρίνατο λέγων itd. Starano się eliminować również takie połączenia wyrazowe, w których występuje czasownik z rzeczownikiem utworzonym od tego samego rdzenia. Styl semicki lubuje się w takich powtórzeniach, np. w Mk 4,41: και εφοβηθησαν φοβον μεγαν – co dosłownie trzeba by przetłumaczyć „przestraszyli się wielką bojaźnią”, a nie brzmi to dobrze w języku polskim. Lepiej jest przełożyć przez: „bardzo przerażeni”. W podobnych przypadkach pozostawiono bądź sam rzeczownik, bądź czasownik. W Łk 22,15 επιθυμιа επεθυμησα przełożono przez „bardzo pragnąłem”, a nie po semicku „pragnąłem pragnieniem”. Z kolei greckie kalki językowe przełożone niewolniczo z hebrajskiego, takie jak np. υιοι του νυμφωνος w Mt 9,15 i кαρδια της γης w Mt 12,40, przełożono zgodnie z myśleniem semickim jako goście weselni i głębia ziemi. Podobnie w Mt 2,20 την ψυχην του παιδιου przełożono przez „czyhali na życie dziecka” a nie dosłownie – „czyhali na duszę dziecka”. Semicki idiom τι εμοι και σοι z Mk 5,7 i J 2,4 znaczący dosł. „co mnie i tobie” przełożono na „czego chcesz ode mnie”. Semicki zwrot „Ty sam to mówisz” (Mt 26,64; 27,11; Mk 15,2). Zachowano też semicką frazę „ze względu na moje imię” (Mt 24,9; Mk 13,13; Łk 21,17).
Zagadnienie semityzmów w translacjach biblijnych nie zostało jak dotąd zadowalająco rozwiązane, w przekładzie ekumenicznym wybrano więc drogę pośrednią. Zostawiono ich tyle, by zachowany został semicki substrat tej księgi, ale nie na tyle, by przekład miejscami stawał się niezrozumiały.

### Przekład niektórych miejsc niezrozumiałych i wieloznacznych

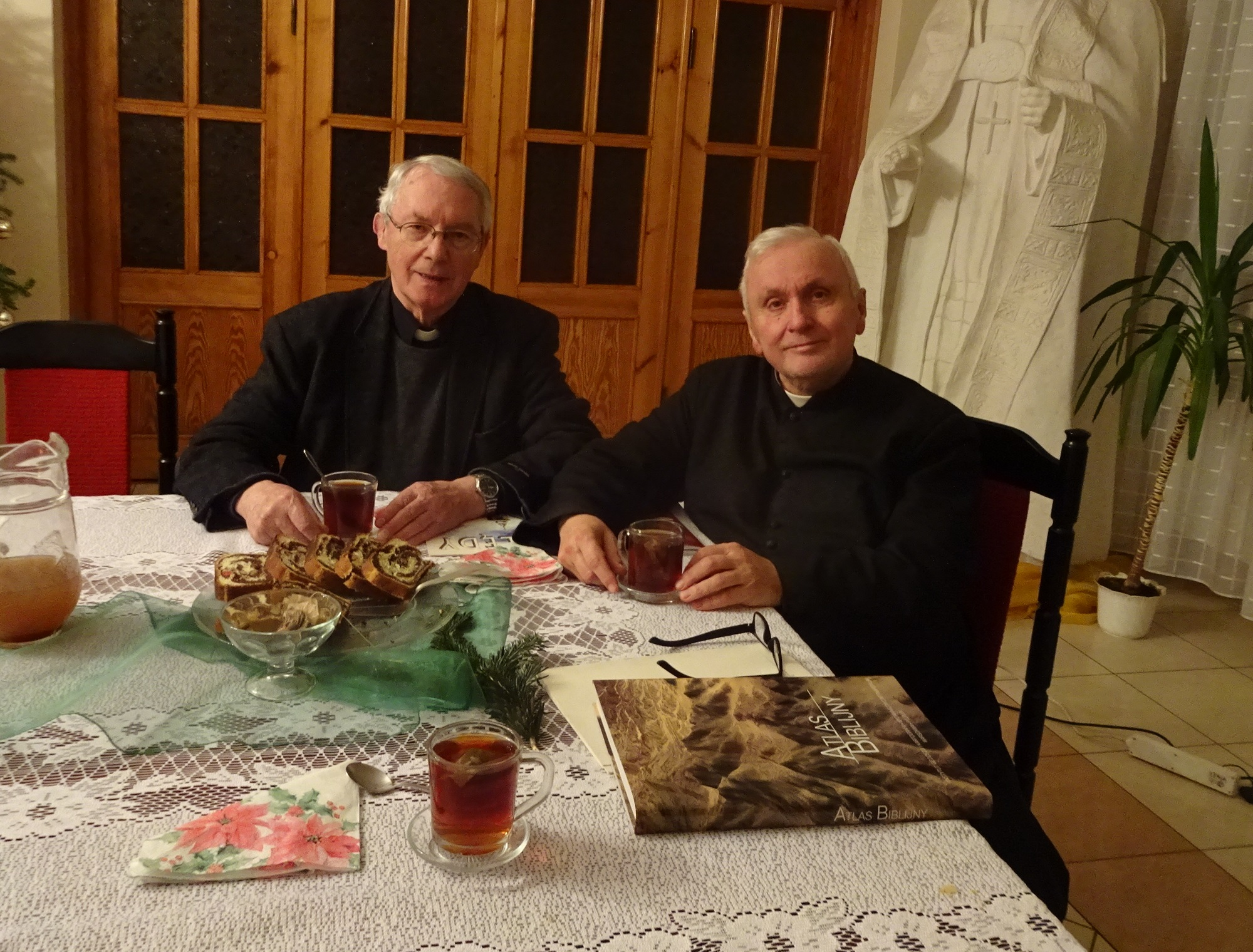
Stanisław Jankowski i Jerzy Banak

Jednym z tekstów, jakkolwiek łatwym do interpretacji, ale trudnym do przełożenia jest Mt 24,51. Tekst grecki stosuje w tym miejscu διχοτομησει, co dosł. znaczy przepołowi, przetnie na pół. W polskiej umysłowości przecinanie kogoś na pół – jako wymiar kary – raczej nie istnieje, toteż tłumacze starali się to słowo zastąpić jakimś innym wyrażającym karę ekwiwalentem, stosownym do epoki, w której żył dany tłumacz. Dotychczasowe przekłady przekładały go w ten sposób:
- BG: I odłączy go, a część jego położy z obłudnikami
- Dąbrowski: I odłączy go, i wyznaczy mu los z obłudnikami
- BT: Każe go ćwiartować i z obłudnikami wyznaczy mu miejsce
- BP: I usunie go. I podzieli on los obłudników
- BW: I usunie go, i wyznaczy mu los z obłudnikami
- NW: i ukarze go z największą surowością, i wyznaczy mu dział z obłudnikami.

Przekład ekumeniczny zdecydował się na wersję: „Surowo go ukarze i wyznaczy mu miejsce z obłudnikami”. W powyższym brzmieniu osłabiona została – jak się wydaje – z jednej strony jakaś krwawa wymowa tego tekstu, z drugiej zaś nie zanikła dolegliwość kary, co ma miejsce przy użyciu terminów usunie – odłączy. W takim przekładzie nie udało się bliżej sprecyzować rodzaju kary.
Innym trudnym do przekładu miejscem jest Mk 9,48, który przedstawia symboliczny opis kary. Dotychczasowe przekłady oddawały go w sformułowaniu: „Gdzie robak ich nie umiera i ogień nie gaśnie”. Tłumacze długo szukali sposobu, by werset ten oddać bardziej zrozumiale. Proponowano zatem brzmienie: „Tam gdzie robactwo żeruje i ogień nie gaśnie”. Proponowano także: „gdzie męka ich nie ma końca i ogień nie gaśnie”. Jednak z powodu braku zgody ze strony większości uczestników komisji przekładowej wrócono do tradycyjnego, choć nie do końca zrozumiałego brzmienia.
Długie dyskusje trwały nad Mk 9,49, który tradycyjnie przekłada się przez: „Bo każdy ogniem będzie posolony”. W takim brzmieniu – bez bardziej szczegółowych objaśnień – werset ten pozostaje całkowicie niezrozumiały. Stąd w pierwszym wydaniu Mk zaproponowano: „Ogień bowiem jak sól oczyści każdego”. W ostatecznej redakcji z brzmienia tego jednak zrezygnowano, uważając, że byłby to już nie przekład lecz interpretacja.
Kolejnym crux exegetarum jest 1 Kor 11,10. Problemem jest tu słowo εξουσια. Dotychczas przekłady tłumaczyły je jako „znak uległości”, bądź „oznaka poddania”, jakkolwiek w tekście greckim nie ma mowy ani o poddaniu, ani o uległości. Przekład ekumeniczny zdecydował się na wersję dosłowną, zachowując główne znaczenie terminu εξουσια. Stąd mamy: „Dlatego kobieta, ze względu na aniołów, powinna mieć na głowie znak władzy”. Z całego kontekstu zaś wynika, że chodzi o władzę mężowską.
W niedługim Liście Judy, najtrudniejszym do przełożenia, jest wiersz 6., a to za sprawą wieloznacznego terminu arch (początek, pierwsza zasada, pierwszeństwo, władza, urząd) użytego na tle niejasnego kontekstu. Pierwotny przekład wprowadzał całkiem nową propozycję i brzmiał: „Aniołów, którzy porzucili swój urząd”. Przy ostatecznej redakcji zrezygnowano z tej innowacji, wybierając dotychczasową propozycję BP: „Aniołów zaś którzy nie zachowali swego pierwotnego stanu”.
Przy porównaniu ostatecznej wersji przekładu ekumenicznego z pierwszymi wydaniami ewangelii synoptycznych można dostrzec, jak wiele zmian poczyniono w redakcji ostatecznej w stosunku do pierwotnych propozycji, które nierzadko szły bardzo daleko i w niejednym bardzo odbiegały od dotychczasowej tradycji przekładowej. Pokazuje to, że tłumacze nigdy do końca nie byli zadowoleni i bywało, że próbowali udoskonalać samych siebie. Powrót w niejednym do tradycyjnych sformułowań był wprawdzie zabiegiem bezpiecznym, ale – zdaniem niektórych – zbytnio osłabił twórcze nowatorstwo przekładu.

### Spory międzykonfesyjne
Tekstem, który tradycyjnie dzieli protestantów i katolików, jest Mt 16,18. W katolickich przekładach tekst ten zwykle jest tłumaczony: „Ty jesteś Opoka i na tej Opoce zbuduję Kościół mój” (Dąbrowski), lub: „Ty jesteś Piotr [czyli Skała] i na tej Skale…” (BT). Niektóre protestanckie przekłady w czasach reformacji opowiadały się czasem za przekładem: „Ty jesteś Skalisty…” (Budny), „Ty jesteś Opoczysty…” (Czechowic). Jednak najbardziej liczące się protestanckie przekłady okresu reformacyjnego i poreformacyjnego unikały takiej formy. W przekładzie ekumenicznym postanowiono nie tłumaczyć imienia Piotr zgodnie ze współczesną tendencją przekładową i dlatego jest: „Ty jesteś Piotr i na tej skale zbuduję mój Kościół”. Tym samym tekst pozostał częściowo niejasny i niezrozumiały dla czytelnika, a jego interpretacja została przerzucona na barki teologów i kaznodziejów poszczególnych kościołów.
Podczas przekładu Ewangelii Łukasza pojawiły się kontrowersje maryjne. Strona katolicka wsparta została przez prawosławną. Spornym tekstem był Łk 1,28. Chodziło o to, czy należy przetłumaczyć, iż Maria jest pełna łaski (katolicy i prawosławni), czy też obdarowana łaską (protestanci). Według protestantów zwrot pełna łaski jest nadinterpretacją i zawsze budził opory. Ostatecznie uzgodniono, że greckie κεχαριτωμένη zostanie przełożone jako obdarowana łaską, co również dla strony katolickiej jest do przyjęcia, ponieważ nie burzy katolickiego dogmatu. Powody takiego a nie innego przekładu tego wiersza zostały wyjaśnione w Słowie Wstępnym Redakcji Naukowej Nowego Testamentu i jest to jedyna międzykonfesyjna kontrowersja wyjaśniona we Wstępie.
Innym tekstem, który zwykle dzielił protestantów i katolików, jest Łk 11,28, w którym Jezus udziela odpowiedzi na zawarte w poprzednim wierszu stwierdzenie: „Błogosławione łono, które Cię nosiło i piersi które ssałeś” (Łk 11,27). Odpowiedź Jezusa katolicy zazwyczaj tłumaczą: „Owszem, błogosławieni są ci, którzy…” natomiast protestanci zwykle tłumaczą przez: „Błogosławieni są raczej ci, którzy…” Mając na uwadze poprzednie spory w pracy nad tego typu tekstami, tłumacze zaproponowali: „O ileż bardziej błogosławieni są ci, którzy słuchają Słowa Boga i strzegą go”. W taki sposób nie tłumaczył jeszcze żaden polski przekład. Tym razem obeszło się bez sporów.
Adwentyści zgłaszali zastrzeżenia w tekstach mówiących o nieczystych pokarmach, wstrzemięźliwości, nieśmiertelności duszy, w tekstach obniżających rangę starotestamentowego Prawa i tekstach eschatologicznych. Jednym z dyskutowanych tekstów był Mk 7,19. Zespół tłumaczy chciał pierwotnie przetłumaczyć ten tekst w sposób sugerujący, że Jezus oczyścił wszystkie pokarmy. Przedstawiciel adwentystów nie chciał się na to zgodzić, ponieważ kłóci się to z teologią adwentystyczną. Przyjęto brzmienie: „Oczyszczając wszystkie pokarmy”, do którego przywiązani są adwentyści, a możliwe jest do zaakceptowania przez innych. W taki zresztą sposób przetłumaczyła to miejsce swego czasu Biblia Gdańska. Inną kontrowersję wywołała kwestia przecinka w Łk 23,43 („Zapewniam cię, dziś będziesz ze Mną w raju”). Adwentyści chcieli wstawić przecinek po słowie „dziś”, ponieważ ich zdaniem człowiek nie istnieje po śmierci, aż do dnia zmartwychwstania.

## Krytyka przekładu i jego obrona

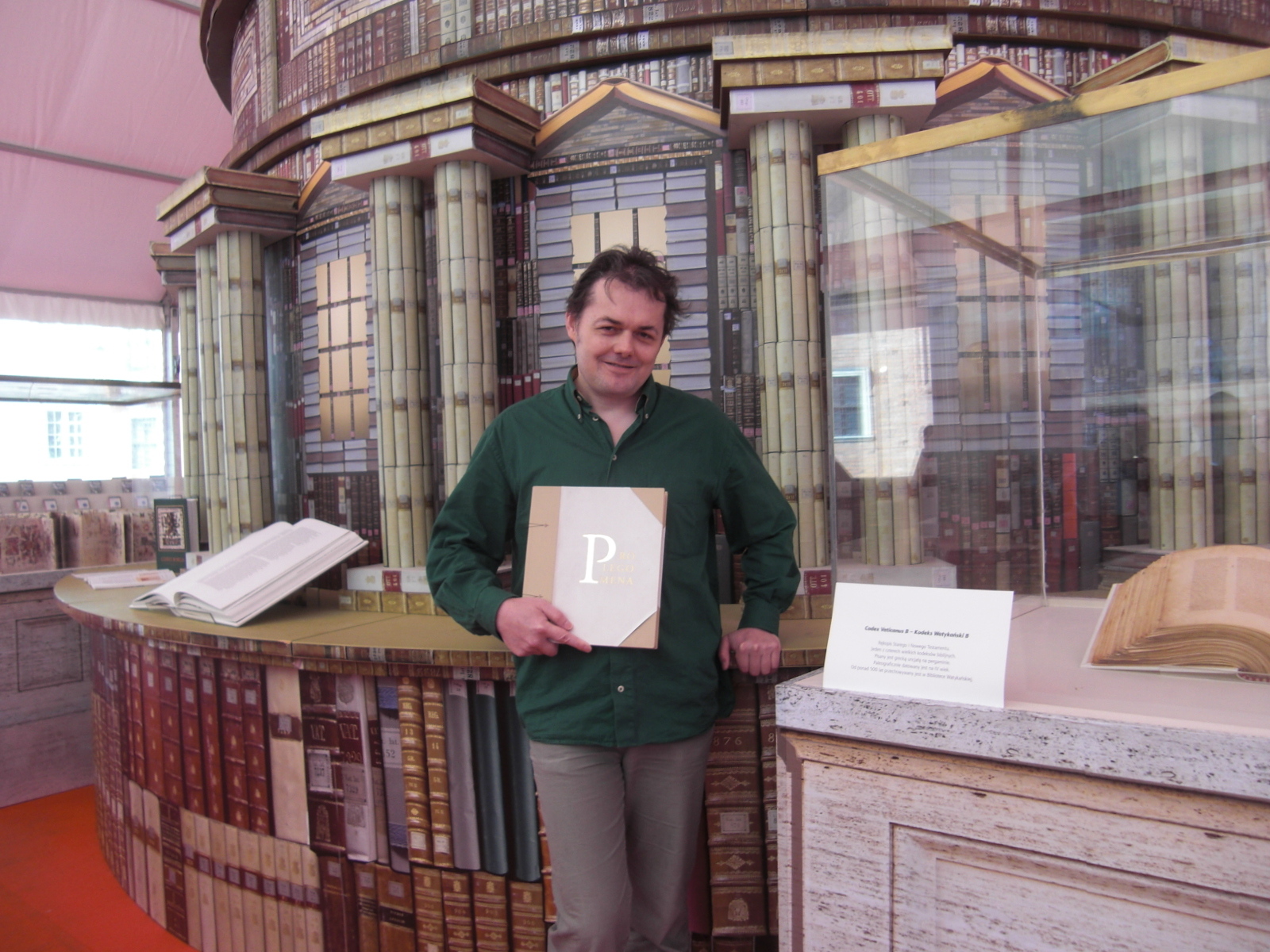
Leszek Jańczuk przy Kodeksie Watykańskim (2015).

Ukazanie się ekumenicznego przekładu NT było nie tylko doniosłej rangi wydarzeniem religijnym i kulturowym, ale również wydarzeniem filologicznym. Poloniści zainteresowali się przekładem już po ukazaniu się cząstkowych wydań dwóch pierwszych Ewangelii.
Krytyka przekładu rozpoczęła się już po ukazaniu się Ewangelii Mateusza. Bożena Szczepińska zarzuciła, że przekład został pozbawiony archaizmów, ale przy okazji również i stylu biblijnego, że spośród wszystkich przekładów ostatniego pięćdziesięciolecia ten najbardziej odbiega od konwencji biblijnych. Krystyna Długosz-Kurczabowa oceniła, że najważniejszą cechą przekładu jest „radykalizm we wprowadzaniu innowacji”. Paweł Binek, oceniający już dwie pierwsze Ewangelie, stwierdził, że „translatorzy starali się o to, by zasada gwałtownej modernizacji stała się w ich przekładach zasadą porządkującą”. Bożena Matuszczyk zarzuciła, że tłumacze nie tylko zerwali ze stylem biblijnym, ale również nie mieli wyczucia językowego.
Pod wpływem krytyki redaktorzy NT wycofali się z niektórych rozwiązań modernizacyjnych i przywrócono niektóre tradycyjne rozwiązania, jak np.: celników (pierwotnie poborcy podatków). Niemniej, jak ocenił Stanisław Koziara, znaczna część uwag krytycznych względem pierwszych wydań cząstkowych (Mt i Mk) w dalszym ciągu znajduje zastosowanie w pełnym wydaniu tekstu NT. Koziara zarzucił używanie sformułowań zapożyczonych z potocznego języka, takich jak: złapać ryby, zajazd, zbiornik z wodą, zdać sprawozdanie, dodać wiary, sprzedawcy, handlarze, bank, nowinkarz, garnek, obracać pieniędzmi, przyłapać na słowie.
W odpowiedzi na krytyczne głosy dwaj tłumacze, Jerzy Banak i Leszek Jańczuk, zaangażowali się w obronę przekładu na łamach „Roczników Teologicznych Warszawsko-Praskich”, „Niedzieli”, „Chrześcijanina”, „Pielgrzyma Polskiego”, a także kwartalnika „Słowo i Życie”. W latach 2002–2004 ukazywały się też artykuły w „Bliżej Biblii” poruszające tę kwestię. Tłumacze bronili założeń koncepcyjnych przekładu, uzasadniając dobór szaty językowej przekładu oraz jego strony leksykalnej.
W roku 2008 głos zabrał inny tłumacz, Mirosław Kiedzik, który wyjaśnił swoją rolę w przekładzie, powtórzył główne założenia przekładu, wyjaśnił też dobór takich a nie innych rozwiązań translatorskich na przykładzie Prologu Ewangelii Jana. Kiedzik stwierdził, że zespołowi tłumaczy obca była pogoń za nowością, ale „był otwarty na wszelkie osiągnięcia współczesnej biblistyki”.
Spośród Kościołów uczestniczących w przekładzie najbardziej krytycznie ocenili przekład adwentyści, którzy zarzucili, że przekład w zbyt wielkim stopniu reprezentuje katolicki punkt widzenia. „Tak oto, niestety, protestanckie sola scriptura zmierza w kierunku nowej formuły: sola Scriptura Catholica”.
Rafał Leszczyński, inny tłumacz, zarzucił przekładowi nadmierną konfesjonalizację katolicką. Według uczestniczących w przekładzie tłumaczy nie zawsze przestrzegane były prawa autorskie. Ewangelia Jana jest dziełem prac komisji, a została przypisana Manfredowi Uglorzowi. Autorstwo Listu Judy przypisane zostało Banakowi, pomimo że był współautorem tej księgi. Słowo Wstępne jest plagiatem. W Przedmowie podano nieprawdziwą informację, że impuls dla przekładu ekumenicznego wyszedł z II Polskiego Synodu Plenarnego Kościoła Rzymskokatolickiego. W dokumencie Synodu nie ma żadnej wzmianki o przekładzie ekumenicznym.
Marcin Majewski ocenił, że przekład ekumeniczny cieszy się minimalnym zainteresowaniem i ogranicza się do osób zaangażowanych w dialogu ekumenicznym.

## Wydania dźwiękowe
W 2009 roku Towarzystwo Biblijne wydało Księgę Psalmów w wersji audio. Wydanie to spotkało się z pozytywną reakcją czytelników Pisma Świętego, dlatego w 2011 roku ukazało się wydanie dźwiękowe Czterech Ewangelii, a Towarzystwo Biblijne planuje sukcesywnie wydawać kolejne księgi.

## Spis ksiąg, sigla, tłumacze
| Tytuł księgi                  | Siglum | Tłumacze |
| ----------------------------- | ------ | --- |
| Nowy Testament                |        | |
| Ewangelia według św. Mateusza | Mt     | Komisja w składzie: ks. Jerzy Banak (Kościół rzymskokatolicki) ks. Witold Benedyktowicz (Kościół Ewangelicko-Metodystyczny) ks. Warsonofiusz Doroszkiewicz (Kościół Prawosławny) ks. Stanisław Jankowski SDB (Kościół rzymskokatolicki) Leszek Jańczuk (Kościół Zielonoświątkowy) ks. Zbigniew Kamiński (Kościół Ewangelicko-Metodystyczny) Rafał Leszczyński (Kościół Ewangelicko-Reformowany) ks. Roman Lipiński (Kościół Ewangelicko-Reformowany) ks. Jan Pollok (Kościół Adwentystów Dnia Siódmego) ks. Waldemar Preiss (Kościół Ewangelicko-Augsburski) |
| Ewangelia według św. Marka    | Mk     | Komisja w składzie: ks. Jerzy Banak (Kościół rzymskokatolicki) ks. Witold Benedyktowicz (Kościół Ewangelicko-Metodystyczny) ks. Warsonofiusz Doroszkiewicz (Kościół Prawosławny) ks. Stanisław Jankowski SDB (Kościół rzymskokatolicki) Leszek Jańczuk (Kościół Zielonoświątkowy) ks. Zbigniew Kamiński (Kościół Ewangelicko-Metodystyczny) Rafał Leszczyński (Kościół Ewangelicko-Reformowany) ks. Roman Lipiński (Kościół Ewangelicko-Reformowany) ks. Jan Pollok (Kościół Adwentystów Dnia Siódmego) ks. Waldemar Preiss (Kościół Ewangelicko-Augsburski) |
| Ewangelia według św. Łukasza  | Łk     | Komisja w składzie: ks. Jerzy Banak (Kościół rzymskokatolicki) ks. Witold Benedyktowicz (Kościół Ewangelicko-Metodystyczny) ks. Warsonofiusz Doroszkiewicz (Kościół Prawosławny) ks. Stanisław Jankowski SDB (Kościół rzymskokatolicki) Leszek Jańczuk (Kościół Zielonoświątkowy) ks. Zbigniew Kamiński (Kościół Ewangelicko-Metodystyczny) Rafał Leszczyński (Kościół Ewangelicko-Reformowany) ks. Roman Lipiński (Kościół Ewangelicko-Reformowany) ks. Jan Pollok (Kościół Adwentystów Dnia Siódmego) ks. Waldemar Preiss (Kościół Ewangelicko-Augsburski) |
| Ewangelia według św. Jana     | J      | ks. Manfred Uglorz (Kościół Ewangelicko-Augsburski) |
| Dzieje Apostolskie            | Dz     | ks. Mirosław Kiedzik (Kościół rzymskokatolicki) |
| List do Rzymian               | Rz     | ks. Mirosław Kiedzik (Kościół rzymskokatolicki) |
| 1 List do Koryntian           | 1 Kor  | ks. Henryk Witczyk (Kościół rzymskokatolicki) |
| 2 List do Koryntian           | 2 Kor  | ks. Andrzej Gieniusz CR (Kościół rzymskokatolicki) |
| List do Galatów               | Ga     | ks. Stanisław Haręzga (Kościół rzymskokatolicki) |
| List do Efezjan               | Ef     | ks. Krzysztof Bardski (Kościół rzymskokatolicki) |
| List do Filipian              | Flp    | bp Mieczysław Cieślar (Kościół Ewangelicko-Augsburski) |
| List do Kolosan               | Kol    | ks. Roman Lipiński (Kościół Ewangelicko-Reformowany) |
| 1 List do Tesaloniczan        | 1 Tes  | ks. Jerzy Banak (Kościół rzymskokatolicki) |
| 2 List do Tesaloniczan        | 2 Tes  | ks. Jerzy Banak (Kościół rzymskokatolicki) |
| 1 List do Tymoteusza          | 1 Tm   | ks. Stanisław Jankowski SDB (Kościół rzymskokatolicki) |
| 2 List do Tymoteusza          | 2 Tm   | ks. Stanisław Jankowski SDB (Kościół rzymskokatolicki) |
| List do Tytusa                | Tt     | ks. Stanisław Jankowski SDB (Kościół rzymskokatolicki) |
| List do Filemona              | Flm    | ks. Roman Lipiński (Kościół Ewangelicko-Reformowany) |
| List do Hebrajczyków          | Hbr    | ks. Antoni Tronina (Kościół rzymskokatolicki) |
| List św. Jakuba               | Jk     | ks. Grzegorz Rafiński (Kościół rzymskokatolicki) |
| 1 List św. Piotra             | 1 P    | ks. Zbigniew Kamiński (Kościół Ewangelicko-Metodystyczny) |
| 2 List św. Piotra             | 2 P    | ks. Zbigniew Kamiński (Kościół Ewangelicko-Metodystyczny) |
| 1 List św. Jana               | 1 J    | ks. Jerzy Banak (Kościół rzymskokatolicki) Leszek Jańczuk (Kościół Zielonoświątkowy) |
| 2 List św. Jana               | 2 J    | ks. Jerzy Banak (Kościół rzymskokatolicki) Leszek Jańczuk (Kościół Zielonoświątkowy) |
| 3 List św. Jana               | 3 J    | ks. Jerzy Banak (Kościół rzymskokatolicki) Leszek Jańczuk (Kościół Zielonoświątkowy) |
| List św. Judy                 | Jud    | ks. Jerzy Banak (Kościół rzymskokatolicki) |
| Apokalipsa św. Jana           | Ap     | Leszek Jańczuk (Kościół Zielonoświątkowy) |

Komisja konsultacyjna Kościołów
- Mieczysław Cieślar (Kościół Ewangelicko-Augsburski)
- Ludwik Jabłoński (Starokatolicki Kościół Mariawitów)
- Jerzy Banak (Kościół Rzymskokatolicki)
- Edward Czajko (Kościół Zielonoświątkowy)
- Henryk Dąbrowski (Kościół Polskokatolicki)
- Warsonofiusz Doroszkiewicz (Kościół Prawosławny)
- Zbigniew Kamiński (Kościół Ewangelicko-Metodystyczny)
- Roman Lipiński (Kościół Ewangelicko-Reformowany)
- Henryk Rother-Sacewicz (Kościół Zborów Chrystusowych)
- Andrzej Seweryn (Kościół Chrześcijan Baptystów)
- Andrzej Siciński (Kościół Adwentystów Dnia Siódmego)